# Напуганная до смерти
«Напуганная до смерти» (англ. Scared To Death) — американский триллер.

## Сюжет
Лёжа на столе в морге, мёртвая молодая женщина рассказывает странную историю о том, как она попала туда через лабиринт убийства, в которое были замешаны гипнотизёр, карлик и таинственная фигура в голубой маске.

## В ролях
- Бела Лугоши — профессор Леонид
- Джордж Зукко — доктор Джозеф
- Нат Пендлтон — Бил Рэймонд
- Молли Ламонт — Лаура
- Джойс Комптон — Джейн Корнелл
- Молли Ламонт — Лора Ван И / Лоретт Ла Валль
- Анджело Росситто — Индиго
- Стэнли Эндрюс — патолог